# Bruichladdich
Bruichladdich er et whiskydestilleri på øen Islay i de Indre Hebrider. Det er et af otte destillerier på øen. Bruchladdich er gælisk og kan oversættes til 'skråning ved kysten'.
Bruichladdich producerer Octomore, som er en af de mest røgede whiskyer på markedet. Røgetheden af en whisky (egentlig indholdet af fenoler) måles i ppm og deres Octomore Edition 08.3 Masterclass fra 2011 når 309 ppm.